# 木内石亭
木内石亭（1724年—1808年），日本江户时代的考古学家。他游历日本诸岛时收集途中所获石头和其他工艺品并将其分类。他提出一个理论，认为火箭是史前武器，并把此理论与其他相关理论发表于15卷的著作《云根志》（1773年——1801年）中。